# Lago Fagnano
Il lago Fagnano (o lago Cami) è un lago che si trova sull'Isola Grande della Terra del Fuoco, suddiviso tra il Cile e l'Argentina.
Il lago si sviluppa longitudinalmente in direzione est-ovest. La sua lunghezza è di circa 98 km, dei quali 13,5 in territorio cileno ed i restanti 72,5 in territorio argentino. Della sua superficie di 645 km², 39 km² ricadono in territorio cileno.
La sponda meridionale è ripida e vi si estende un altopiano, dove è possibile riconoscere due livelli di terrazze lacustri. Lungo la sponda occidentale, si trova il rio Azopardo, che funge da emissario riversando le acque del lago nel Seno Almirantazgo.

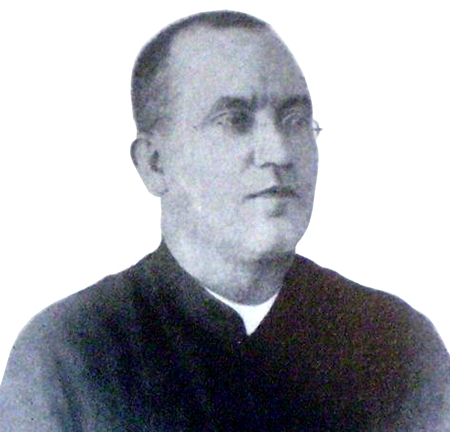
José Fagnano

Il lago era chiamato, dagli indigeni Selknam, El descanso del horizonte, perché la linea immaginaria dell'orizzonte che è costituita dalla catena montuosa è interrotta dal lago per poi continuare al di là di esso.
Fu battezzato lago Fagnano in onore del sacerdote cattolico José Fagnano, che fu il primo administrador apostólico de la Patagonia Meridional, Tierra del Fuego y Malvinas con sede a Punta Arenas.